# 乔尔杰·佩里希奇
乔尔杰·佩里希奇（羅馬化：Đorđe Perišić，1941年5月6日—），黑山男子游泳、水球运动员。他曾代表南斯拉夫国家队参加1960年、1968年和1972年夏季奥林匹克运动会，获得一枚金牌。